# Taylor Zakhar Perez
Taylor Zakhar Perez, född 24 december 1991 i Chicago, är en amerikansk skådespelare.
Perez har bland annat medverkat i TV-serien Minx från 2022. Han har även medverkat i filmerna The Kissing Booth 2 från 2020, The Kissing Booth 3 från 2021 och Red, White & Royal Blue från 2023.

## Filmografi (i urval)
- 2020 – The Kissing Booth 2
- 2021 – The Kissing Booth 3
- 2022 – Minx (TV-serie)
- 2023 – Red, White & Royal Blue